# Eneko Arieta
Eneko Arieta-Araunabeña Piedra, conosciuto anche come Arieta I (Durango, 21 agosto 1933 – Galdakao, 27 dicembre 2004), è stato un calciatore spagnolo, di ruolo attaccante.
Era noto anche come Arieta I per distinguerlo dal fratello minore Antón Arieta.

## Carriera

### Club
Dopo aver cominciato nel settore giovanile del Getxo, passò nella cantera dell'Athletic Bilbao, debuttando in Primera División spagnola nella stagione 1951-52, nella partita Sporting Gijón-Athletic Bilbao 2-4, siglando una doppietta.
Tutta la sua carriera si svolse con i baschi, fino al ritiro avvenuto nel 1966, dopo aver trascorso 15 stagioni in cui giocò 295 partite, vincendo un campionato e tre coppe del Re. È tuttora uno dei migliori attaccanti della storia dell'Athletic, avendo segnato 170 gol, 136 dei quali in campionato.

## Palmarès

### Club
- Campionato spagnolo: 1

Athletic Bilbao: 1955-1956
- Coppa di Spagna: 3

Athletic Bilbao: 1955, 1956, 1958